# Tatjana Wieszkurowa
Tatjana Leonidowna Wieszkurowa ros. Татьяна Леонидовна Вешкурова (ur. 23 września 1981) – rosyjska lekkoatletka, sprinterka.
W 2008 Wieszkurowa biegła na drugiej zmianie rosyjskiej sztafety 4 × 400 metrów w eliminacjach podczas igrzysk olimpijskich w Pekinie. W finale Rosjanki (już bez Wieszkurowej) sięgnęły po srebrny medal. Jednak w 2016 r. powtórne przebadanie próbek pobranych od Anastasiji Kapaczinskiej ujawniło w jej organizmie obecność sterydów anabolicznych i w konsekwencji sztafeta utraciła medal. Również u drugiej zawodniczki rosyjskiej sztafety – Tatjany Firowej wykryto środki niedozwolone.

## Osiągnięcia
- złoto (sztafeta 4 × 400 m) oraz srebro (bieg na 400 m) na mistrzostwach Europy (Göteborg 2006)
- 3. (sztafeta 4 × 400 m) oraz 4. (bieg na 400 m) miejsce podczas pucharu świata (Ateny 2006)

## Rekordy życiowe
- bieg na 200 m – 22,92 s (2008)
- bieg na 400 m – 49,99 s (2006)